# Carl Bernhard Graf
Carl Bernhard Graf, auch Carl B. Graf (* 13. Dezember 1926 in Zürich; † 16. Januar 1968 ebenda) war ein Schweizer Grafiker, Plakatkünstler und Ausstellungsgestalter.

## Leben und Werk
Carl Bernhard Graf besuchte 1941/1942 den Vorkurs an der Kunstgewerbeschule Zürich. Anschliessend absolvierte er in Zürich eine Grafikerlehre und besuchte die Grafikfachklasse an der Kunstgewerbeschule Zürich. Von 1948 bis 1953 arbeitete Graf in verschiedenen Grafikstudios in Zürich. 1950 folgte ein Studienaufenthalt in London. 1954 eröffnete er sein eigenes Atelier. 
Für das Kunstgewerbemuseum Zürich entwarf Graf von 1955 bis 1963 Ausstellungsplakate und Ausstellungspublikationen. 1956, 1958, 1960 und 1963 erhielt er den Preis für das «Schweizer Plakat des Jahres». 1958 und 1959 nahm Graf an der Wanderausstellung «Swiss contemporary art. Paintings, prints, illustrated books and posters» teil. 1959 und 1961 erhielt er den eidgenössischen Preis für Gestaltung.